# Jonathan David
Pour les articles homonymes, voir David.
Jonathan David, né le 14 janvier 2000 à New York, dans l'arrondissement de Brooklyn, aux États-Unis, est un joueur international canadien de soccer qui évolue au poste d'avant-centre à la Juventus FC.

## Biographie

### Enfance et formation
Natif de Brooklyn aux États-Unis, David est âgé de trois mois lorsque sa famille déménage à Port-au-Prince, en Haïti. C'est six ans plus tard qu'ils repartent pour l'Amérique du Nord, cette fois-ci à Ottawa, au Canada,,.
David commence le soccer à dix ans au sein du club des Dragons de Gloucester. À l'âge de onze ans, il change de club et rejoint les Hornets d'Ottawa Gloucester, avec qui il joue jusqu'à ses quinze ans. Par la suite, en 2015, il rejoint cette fois-ci un autre club d'Ottawa, l'Internationals d'Ottawa.
Nick Mavromaras, qui deviendra son agent, le découvre à l'âge de seize ans et l'envoie effectuer des essais en Europe. Après deux essais négatifs au Red Bull Salzbourg et au VfB Stuttgart, il réussit enfin à dénicher un contrat dans le club belge de La Gantoise,,.

### En club

#### Débuts avec La Gantoise (2018-2020)
En avril 2017, le Canadien signe un pré-contrat avec La Gantoise. Après cela il rejoint la ville de Gand à son 18e anniversaire, en janvier 2018. Il signe un contrat jusqu'en juillet 2019, mais ne joue aucun match officiel avec La Gantoise pendant la deuxième partie de saison.
Toutefois c'est au début de la saison 2018-2019 que tout change pour lui, lors du match opposant La Gantoise à Zulte Waregem. Il entre à la 77e minute en tant que remplaçant de Roman Iaremtchouk. Mené 0-1 par Zulte, il marque dans les dernières secondes de la rencontre pour arracher le nul,. Cinq jours après ses débuts, il rentre lors de la seconde mi-temps de qualification de la Ligue Europa face au club de Jagiellonia Białystok, et marque à la 85e minute, ce qui assure la victoire de son équipe à l'extérieur,.
Il marque son premier doublé en club lors de la troisième journée de championnat. Il entre sur le terrain à la 71e minute, en remplacement de Taiwo Awoniyi, et marque un doublé en sept minutes (83e et 90e minute) lors des dernières minutes, pour assurer la victoire (4-1) de La Gantoise contre l'équipe de Waasland-Beveren,. Le 20 août, il signe un nouveau contrat avec La Gantoise qui le lie au club jusqu'en 2022.
Au fil de la saison 2018-2019, Jonathan David devient de plus en plus important dans le plan de jeu gantois et joue de plus en plus en tant que titulaire, il finit la saison avec La Gantoise sur un bilan de quarante-trois matchs disputés, quatorze buts marqués et cinq passes décisives. Lors du renvoi de Yves Vanderhaeghe en octobre 2018, le tacticien danois Jess Thorup arrive et décide de descendre Jonathan David d'un cran, au poste de milieu offensif.
Au début de la saison 2018-2019, David intéressait des clubs belges comme le RSC Anderlecht et le Club Bruges. À la fin de la saison, un intérêt du nouveau champion des Pays-Bas, l'Ajax Amsterdam, s'est porté sur le jeune Canadien. Il réalise un début de saison tonitruant, comptabilisant neuf buts en onze matchs toutes compétitions confondues. Il prolonge d’une saison (soit jusqu'en juin 2023) le 24 septembre 2019.
Le 23 février 2020, il marque son premier triplé avec La Gantoise face à Saint-Trond à l'occasion de la 27e journée de championnat. Il marque un penalty à la 10e minute et alourdit le score à la 26e et 63e minute, avant de sortir sous une ovation du public à la 66e minute, le club gantois remporte la victoire sur le score de 4-1. Il prend la tête du classement des buteurs avec 18 réalisations.
Le 15 mai 2020, à la suite de la pandémie de Covid-19, l'Assemblée générale de la Pro League décide d'arrêter définitivement la saison 2019-2020 du championnat à la 29e journée. Jonathan David devient donc vice-champion de Belgique et finit également co-meilleur buteur de Jupiler Pro League avec Dieumerci Mbokani en ayant inscrit un total de 18 buts,,. Début juillet, il est élu joueur de l'année par les supporters gantois.

#### Confirmation au LOSC Lille (2020-2025)

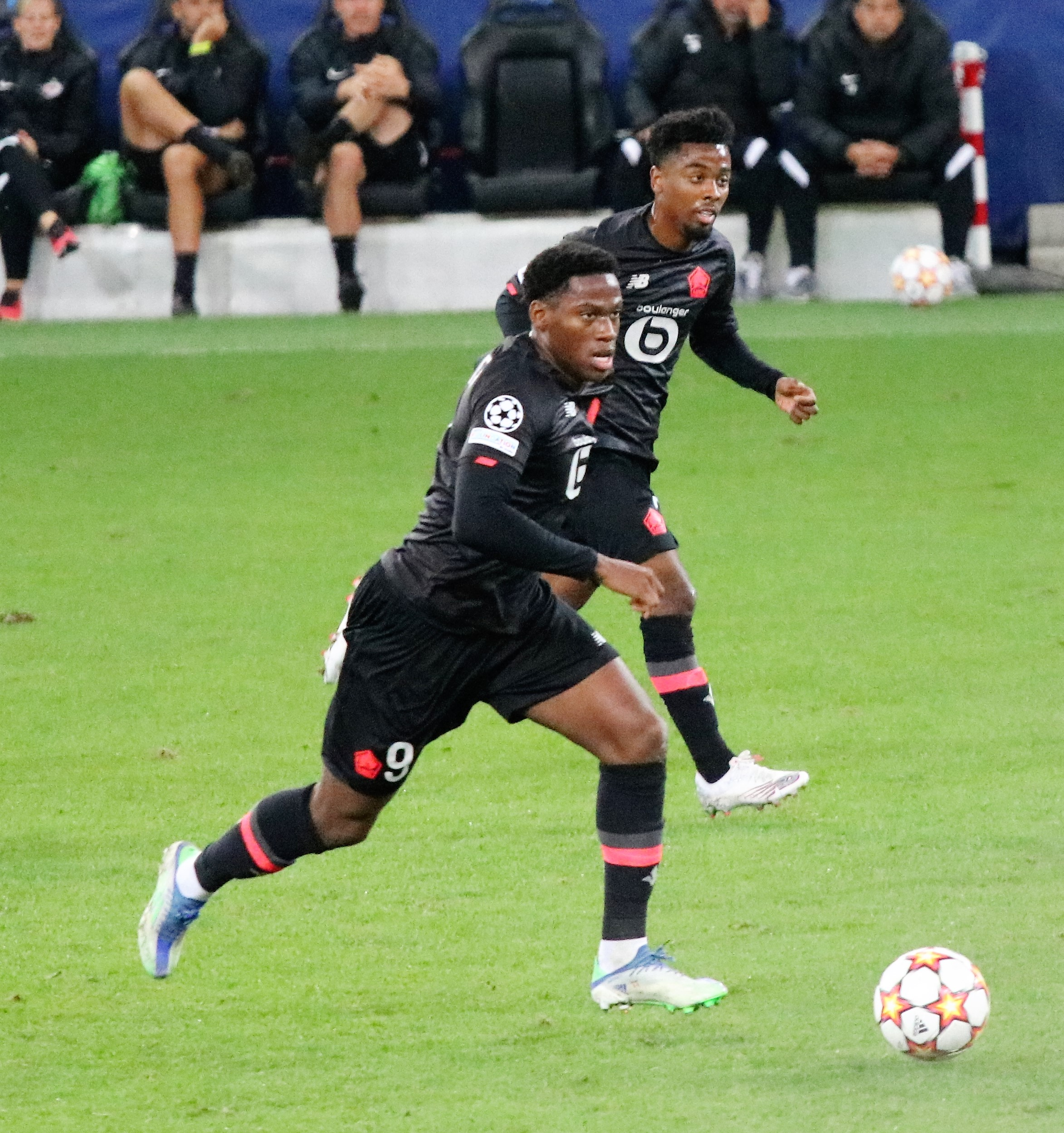
Jonathan David (premier plan) avec le LOSC Lille en septembre 2021.

Le 11 août 2020, après plus d'un mois de négociation, il rejoint le LOSC Lille pour un montant estimé à environ 27 millions d'euros et cinq millions de bonus. David devient ainsi le plus gros transfert de l'histoire du club, et le premier Canadien en Ligue 1 depuis Ostap Steckiw (en) qui avait joué huit rencontres pour l'OGC Nice entre 1948 et 1950. Il est également le premier Canadien en professionnel au LOSC.
Il réalise une première partie de saison timide où il découvre le championnat et s’adapte à sa nouvelle équipe. Il marque son premier but le 22 novembre 2020 face à Lorient sur un service d’Isaac Lihadji. Après la trêve internationale, David devient de plus en plus efficace en marquant notamment cinq buts en cinq matchs face à Reims, au Stade rennais, aux Girondins de Bordeaux et au FC Nantes, où il signe un doublé,. Puis, le 3 mars 2021, il signe à nouveau un doublé face à l’Olympique de Marseille en toute fin de match. Le 3 avril, il inscrit l'unique but de la rencontre contre le Paris SG, cette victoire permet à son équipe de reprendre la première place de la Ligue 1. Mais il a dû sortir dès la 35e minute, à la suite d’un tacle d'Idrissa Gueye. Il souffre d’une rupture ligamentaire latérale de la cheville droite et sera indisponible plusieurs semaines,. Lors de la dernière journée du championnat, il est auteur de l'ouverture du score face au Angers SCO et à l'origine du penalty transformé par Burak Yilmaz, il assure le titre de champion de France au LOSC,,. Il devient le premier Canadien à remporter la Ligue 1.
Le 28 septembre 2024, Jonathan David inscrit un triplé au Stade Océane. Il s'agit de son troisième triplé avec son club en championnat et le second contre Le Havre AC, puisqu'il en avait déjà inscrit un en début d'année, cette fois-ci à domicile. Cette performance lui permet de passer la barre des 90 buts en compétition sous la tunique lilloise, alors qui met fin à une mauvaise période sportivement pour lui et son équipe qui affrontent quelques jours plus tard le Real Madrid en Ligue des champions. Quatre jours plus tard, il est donc titulaire alors que les Dogues affronte le Real Madrid en Ligue des champions. À la 45e minute de jeu, un coup franc du LOSC Lille est dévié de la main par Eduardo Camavinga, Jonathan David se charge alors de tirer le penalty et le transforme, marquant ainsi le seul but de la rencontre permettant à son équipe de signer une victoire historique dans une « soirée inoubliable » face aux champions d'Europe en titre. Il devient par la même occasion le meilleur buteur du LOSC Lille en Ligue des champions.
Le 23 octobre 2024, lors de la 3e journée de la Ligue des champions, il signe un doublé face à l’Atlético de Madrid, son club l’emportant 3-1. Il marque ainsi son 12e but en compétition européenne avec le LOSC Lille et égale le record de Yusuf Yazıcı. Le 5 novembre 2024, lors de la 4e journée de la Ligue des champions 2024-2025 il ouvre le score lors du match nul 1-1 contre la Juventus FC, et devient ainsi avec 13 buts seul meilleur buteur de l’histoire du LOSC Lille en compétition européenne.
Le 14 mai 2025, après cinq saisons passées au sein du LOSC Lille, Jonathan David annonce son départ du club dans une vidéo sur ses réseaux sociaux,,.

#### Départ à la Juventus de Turin (depuis 2025)
Le 4 juillet 2025, après plusieurs semaines de rumeurs et de discussions l'annonçant dans différents clubs européens, Jonathan David signe un contrat de cinq ans avec la Juventus, le liant au club turinois jusqu’en 2030. La Juventus était l’un des rares clubs disposés à satisfaire les exigences salariales du joueur et de son entourage, jugées "exorbitantes" par certains prétendants, notamment en Premier League, où sa signature, bien que libre, aurait pu représenter un coût supérieur à 28 millions de livres sterling.

### En sélection nationale
Possédant à la fois la nationalité américaine et canadienne, il est éligible pour les deux sélections nord-américaines, et Haïti, pays dont il possède des origines. Il décide de représenter le Canada. En 2017, il participe au Championnat de la CONCACAF des moins de 17 ans et inscrit un doublé face au Suriname. Cela ne suffit cependant pas pour permettre aux Rouges de poursuivre la compétition en phase finale. En mai 2018, il est appelé à jouer avec l'équipe du Canada des moins de 21 ans pour le tournoi de Toulon, lors duquel sa sélection termine deuxième de son groupe derrière la Turquie,.
Le 30 août 2018, il est présélectionné avec l'équipe première du Canada pour jouer contre les îles Vierges des États-Unis en Ligue des nations de la CONCACAF, afin de se qualifier pour la Gold Cup. Titulaire lors de cette rencontre, il ne lui faut que trente-six minutes de jeu pour inscrire un doublé : aucun joueur canadien n'avait jusque là accompli cette performance lors de sa première sélection,.
Le 30 mai 2019, Jonathan David est sélectionné par John Herdman pour participer à la Gold Cup, compétition regroupant les meilleures équipes nord-américaines. Le groupe du Canada comprend la Martinique, le Mexique et Cuba.
David marque un doublé face à la Martinique lors du premier match,, puis un triplé contre Cuba lors du troisième,. Deuxième du groupe derrière le Mexique, le Canada voit Haïti se dresser sur sa route lors des quarts de finale. David inscrit le premier but de la rencontre mais les Haïtiens reviennent au score et éliminent le Canada,. Jonathan David termine cependant meilleur buteur de la compétition avec six buts et nommé dans l'équipe-type du tournoi. Il remporte la distinction du joueur canadien de l'année le 11 décembre 2019.
Le 13 novembre 2022, il est sélectionné par John Herdman pour participer à la Coupe du monde 2022 au Qatar.

## Statistiques

### Statistiques détaillées
| Saison                | Club                  | Championnat           | Championnat | Championnat | Championnat | Coupe(s) nationale(s) | Coupe(s) nationale(s) | Coupe(s) nationale(s) | Supercoupe | Supercoupe | Supercoupe | Compétition(s) continentale(s) | Compétition(s) continentale(s) | Compétition(s) continentale(s) | Compétition(s) continentale(s) | Total | Total | Total |
| Saison                | Club                  | Division              | M.          | B.          | P.d.        | M.                    | B.                    | P.d.                  | M.         | B.         | P.d.       | Comp.                          | M.                             | B.                             | P.d.                           | M.    | B.    | P.d.  |
| 2018-2019             | KAA La Gantoise       | Jupiler Pro League    | 33          | 12          | 5           | 6                     | 0                     | 0                     | -          | -          | -          | C3                             | 4                              | 2                              | 0                              | 43    | 14    | 5     |
| 2019-2020             | KAA La Gantoise       | Jupiler Pro League    | 27          | 18          | 8           | -                     | -                     | -                     | -          | -          | -          | C3                             | 13                             | 5                              | 2                              | 40    | 23    | 10    |
| Sous-total            | Sous-total            | Sous-total            | 60          | 30          | 13          | 6                     | 0                     | 0                     | -          | -          | -          | -                              | 17                             | 7                              | 2                              | 83    | 37    | 15    |
| 2020-2021             | LOSC Lille            | Ligue 1               | 37          | 13          | 3           | 3                     | 0                     | 0                     | -          | -          | -          | C3                             | 8                              | 0                              | 2                              | 48    | 13    | 5     |
| 2021-2022             | LOSC Lille            | Ligue 1               | 38          | 15          | 0           | 1                     | 1                     | 0                     | 1          | 0          | 0          | C1                             | 8                              | 3                              | 0                              | 48    | 19    | 0     |
| 2022-2023             | LOSC Lille            | Ligue 1               | 37          | 24          | 4           | 3                     | 2                     | 0                     | -          | -          | -          | -                              | -                              | -                              | -                              | 40    | 26    | 4     |
| 2023-2024             | LOSC Lille            | Ligue 1               | 34          | 19          | 4           | 3                     | 3                     | 3                     | -          | -          | -          | C4                             | 10                             | 4                              | 1                              | 47    | 26    | 8     |
| 2024-2025             | LOSC Lille            | Ligue 1               | 32          | 16          | 5           | 3                     | 0                     | 3                     | -          | -          | -          | C1                             | 14                             | 9                              | 4                              | 49    | 25    | 12    |
| Sous-total            | Sous-total            | Sous-total            | 178         | 87          | 16          | 13                    | 6                     | 6                     | 1          | 0          | 0          | -                              | 40                             | 16                             | 7                              | 232   | 109   | 29    |
| Total sur la carrière | Total sur la carrière | Total sur la carrière | 238         | 117         | 29          | 19                    | 6                     | 6                     | 1          | 0          | 0          | -                              | 57                             | 23                             | 9                              | 315   | 146   | 44    |

### En équipe nationale
| Saison                | Sélection             | Phases finales                            | Phases finales | Phases finales | Phases finales | Éliminatoires | Éliminatoires | Éliminatoires | Ligue des nations | Ligue des nations | Ligue des nations | Matchs amicaux | Matchs amicaux | Matchs amicaux | Total | Total | Total |
| Saison                | Sélection             | Compétition                               | M              | B              | Pd             | M             | B             | Pd            | M                 | B                 | Pd                | M              | B              | Pd             | M     | B     | Pd    |
| --------------------- | --------------------- | ----------------------------------------- | -------------- | -------------- | -------------- | ------------- | ------------- | ------------- | ----------------- | ----------------- | ----------------- | -------------- | -------------- | -------------- | ----- | ----- | ----- |
| 2018-2019             | Canada                | Gold Cup 2019                             | 4              | 6              | 2              | -             | -             | -             | 4                 | 4                 | 3                 | -              | -              | -              | 8     | 10    | 5     |
| 2019-2020             | Canada                | -                                         | -              | -              | -              | -             | -             | -             | 4                 | 1                 | 0                 | -              | -              | -              | 4     | 1     | 0     |
| 2020-2021             | Canada                | -                                         | -              | -              | -              | 4             | 4             | 3             | -                 | -                 | -                 | -              | -              | -              | 4     | 4     | 3     |
| 2021-2022             | Canada                | -                                         | -              | -              | -              | 14            | 5             | 4             | 2                 | 1                 | 1                 | -              | -              | -              | 16    | 6     | 5     |
| 2022-2023             | Canada                | Coupe du monde 2022Ligue des nations 2023 | 3+2            | 0+1            | 0+1            | -             | -             | -             | 2                 | 2                 | 1                 | 3              | 1              | 0              | 10    | 4     | 2     |
| 2023-2024             | Canada                | Copa América 2024                         | 6              | 2              | 0              | -             | -             | -             | 3                 | 1                 | 1                 | 3              | 0              | 0              | 12    | 3     | 1     |
| 2024-2025             | Canada                | Ligue des nations 2025                    | 2              | 1              | 1              | -             | -             | -             | 2                 | 1                 | 1                 | 4              | 4              | 1              | 8     | 6     | 3     |
| Total sur la carrière | Total sur la carrière | Total sur la carrière                     | 17             | 10             | 4              | 18            | 9             | 7             | 17                | 10                | 7                 | 10             | 5              | 1              | 62    | 34    | 19    |

## Palmarès

### En club
| La Gantoise                                                                                   | LOSC Lille (2)                                                                             |
| --------------------------------------------------------------------------------------------- | ------------------------------------------------------------------------------------------ |
| - Championnat de Belgique : - Vice-champion : 2020. - Coupe de Belgique : - Finaliste : 2019. | - Championnat de France : - Champion : 2021. - Trophée des champions : - Vainqueur : 2021. |

### Distinctions individuelles
- Meilleur buteur de la Gold Cup en 2019 (6 buts).
- Membre de l'équipe-type de la Gold Cup en 2019.
- Joueur canadien de l'année en 2019[78] et 2024[79].
- Meilleur buteur du championnat de Belgique en 2020 (18 buts).

## Vie personnelle
Le 6 décembre 2019, le compte officiel de La Gantoise annonce le décès de Rose Grethelle David, la mère de Jonathan David, offrant tout son soutien au joueur et à sa famille. Jonathan David avait directement pris l'initiative de rentrer au Canada quand il a su que l'état de santé de sa mère se détériorait, mais apprend son décès alors qu'il est en escale à Londres.